# 漢普登鎮區 (明尼蘇達州基特遜縣)
漢普登鎮區（英語：Hampden Township）是位於美國明尼蘇達州基特遜縣的一個行政鎮區。

## 歷史
漢普登鎮區於1879年設立，得名自英國政治家約翰·漢普登（John Hampden）。

## 地方資料
漢普登鎮區的面積為92.97平方千米，當中陸地面積為92.87平方千米，而水域面積為0.09平方千米。根據2020年美國人口普查的數據，當地共有人口29人，而人口密度為每平方千米0.31人。